# Patricia Dane
Pour les articles homonymes, voir Dane.

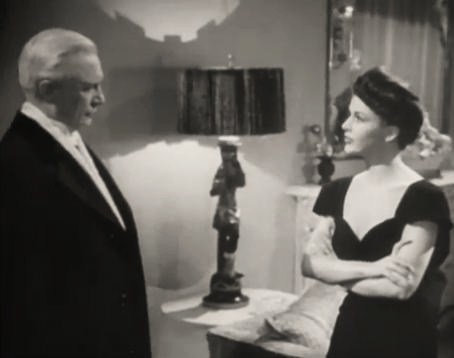
Avec Samuel S. Hinds, dans Grand Central Murder (1942)

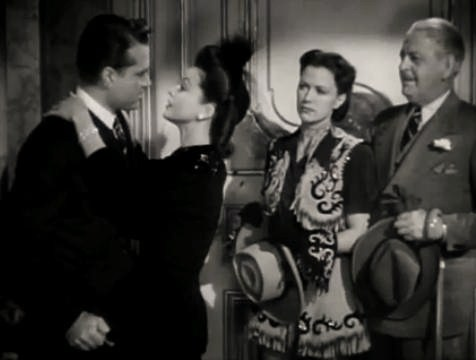
De g. à d. : Red Skelton, Patricia Dane, Eleanor Powell et Thurston Hall, dans Mademoiselle ma femme (1943)

Patricia « Pat » Dane est une actrice américaine, née Thelma Pearl Pippins le 4 août 1919 à Jacksonville (Floride), morte le 5 juin 1995 à Blountstown (Floride), d'un cancer du poumon.

## Biographie
Sous le nom de scène de Patricia Dane, bénéficiant d'un contrat à la Metro-Goldwyn-Mayer, elle débute au cinéma comme Ziegfeld Girl, dans La Danseuse des Folies Ziegfeld de Robert Z. Leonard (1941, avec Lana Turner, Judy Garland et Hedy Lamarr). Suivent notamment La vie commence pour André Hardy de George B. Seitz (1941, avec Mickey Rooney et Judy Garland) et Grand Central Murder de S. Sylvan Simon (1942, avec Van Heflin et Cecilia Parker).
Après le tournage de Mademoiselle ma femme de Vincente Minnelli (avec Red Skelton et Eleanor Powell), sorti en 1943, elle épouse la même année le musicien de jazz Tommy Dorsey et se retire alors, jusqu'à leur divorce en 1947.
Elle tente ensuite un retour à l'écran, mais obtient seulement des petits rôles dans quatre films sortis à partir de 1948. Le dernier de ses quatorze films américains est Plus dure sera la chute de Mark Robson (1956, avec Humphrey Bogart et Rod Steiger).
Patricia Dane se produit également à la télévision dans deux séries américaines, la première en 1951 (Fireside Theatre, un épisode), la seconde en 1954 (The Lone Wolf, un épisode).

## Filmographie complète

### Cinéma
- 1941 : La Danseuse des Folies Ziegfeld (Ziegfeld Girl) de Robert Z. Leonard : Ziegfeld Girl
- 1941 : I'll Wait for You de Robert B. Sinclair : Jeune femme dans l'ascenseur
- 1941 : La vie commence pour André Hardy (Life Begins for Andy Hardy) de George B. Seitz : Jennitt Hicks
- 1942 : Northwest Rangers (en) de Joseph M. Newman : Jean Avery
- 1942 : Je te retrouverai (Somewhere I'll Find You) de Wesley Ruggles : Crystal McRegan
- 1942 : Personalities (court métrage, réalisateur non-spécifié) : Elle-même
- 1942 : Grand Central Murder de S. Sylvan Simon : Mida King
- 1942 : Rio Rita de S. Sylvan Simon : Lucette Brunswick
- 1942 : Johnny, roi des gangsters (Johnny Eager) de Mervyn LeRoy : Garnet
- 1943 : Mademoiselle ma femme (I Dood It) de Vincente Minnelli : Suretta Brenton
- 1948 : Faisons les fous (Are You with It?) de Jack Hively : Sally
- 1948 : Joe Palooka in Fighting Mad de Reginald Le Borg : Iris March
- 1952 : En route vers Bali (Road to Bali) d'Hal Walker : Une servante
- 1956 : Plus dure sera la chute (The Harder They Fall) de Mark Robson : Shirley

### Séries télévisées
- 1951 : Fireside Theatre (en), saison 3, épisode 19 Flight Thirteen de Frank Wisbar : rôle non-spécifié
- 1954 : The Lone Wolf (en), saison unique, épisode 17 The Hunt d'Alfred E. Green : Lorna Mason